# Аркома (Оклахома)
Аркома (англ. Arkoma) — місто (англ. town) в США, в окрузі Лефлор штату Оклахома. Населення — 1806 осіб (2020).

## Географія
Аркома розташована за координатами 35°19′49″ пн. ш. 94°26′54″ зх. д. / 35.33028° пн. ш. 94.44833° зх. д. (35.330168, -94.448328).  За даними Бюро перепису населення США в 2010 році місто мало площу 9,12 км², з яких 9,00 км² — суходіл та 0,12 км² — водойми.

## Демографія
Згідно з переписом 2010 року, у місті мешкало 1989 осіб у 816 домогосподарствах у складі 544 родин. Густота населення становила 218 осіб/км².  Було 903 помешкання (99/км²).
Расовий склад населення:
| - 84,1 % — білих - 7,3 % — корінних американців - 0,4 % — чорних або афроамериканців - 0,3 % — азіатів - 1,6 % — осіб інших рас |

До двох чи більше рас належало 6,4 %. Частка іспаномовних становила 3,3 % від усіх жителів.
За віковим діапазоном населення розподілялося таким чином: 21,8 % — особи молодші 18 років, 59,5 % — особи у віці 18—64 років, 18,7 % — особи у віці 65 років та старші. Медіана віку мешканця становила 42,3 року. На 100 осіб жіночої статі у місті припадало 94,8 чоловіків;  на 100 жінок у віці від 18 років та старших — 91,3 чоловіків також старших 18 років.
Середній дохід на одне домашнє господарство  становив 33 245 доларів США (медіана — 26 454), а середній дохід на одну сім'ю — 39 744 долари (медіана — 31 300). За межею бідності перебувало 31,6 % осіб, у тому числі 42,9 % дітей у віці до 18 років та 21,2 % осіб у віці 65 років та старших.
Цивільне працевлаштоване населення становило 563 особи. Основні галузі зайнятості: освіта, охорона здоров'я та соціальна допомога — 22,7 %, роздрібна торгівля — 20,8 %, виробництво — 12,3 %, мистецтво, розваги та відпочинок — 8,0 %.